# Grądy (Sieradz)
Pour les articles homonymes, voir Grądy.
Grądy est une localité polonaise de la gmina et du powiat de Sieradz en voïvodie de Łódź.